# Rainbow Dome Musick
Rainbow Dome Musick je v páté sólové studiové album britského kytaristy Stevea Hillage, vydané v dubnu 1979 u vydavatelství Virgin Records. Jeho producentem byl Hillage spolu s Miquette Giraudy. jde o jeho první ambientní album.

## Seznam skladeb
| Pořadí         | Název              | Autor            | Délka |
| -------------- | ------------------ | ---------------- | ----- |
| 1.             | Garden of Paradise | Miquette Giraudy | 23:15 |
| 2.             | Four Ever Rainbow  | Steve Hillage    | 20:30 |
| Celková délka: | Celková délka:     | Celková délka:   | 43:45 |

## Obsazení
- Steve Hillage – kytara, elektrické piano, syntezátory
- Miquette Giraudy – sekvencer, elektrické piano, syntezátory, tibetské zvony
- Rupert Atwill – harmonizér